# Heinrich Niebes
Heinrich Niebes (* 27. Oktober 1890 in Duisburg; † 25. September 1966 in Lindau) war ein deutscher Politiker der KPD.
Heinrich Niebes war Kaufmännischer Angestellter und als Geschäftsführer tätig. Der KPD trat er nach 1945 bei. 1948/49 war Niebes für Nordrhein-Westfalen Mitglied des Wirtschaftsrates der Bizone. Dem Deutschen Bundestag gehörte er vom 10. Juli 1952, als er für Walter Vesper nachrückte, bis zum Ende der ersten Legislaturperiode an.